# Forse non lo sai
Forse non lo sai è un brano musicale del gruppo italiano Modà, il quinto estratto dal loro sesto album in studio Passione maledetta, pubblicato l'8 giugno 2017.

## Video musicale
Il videoclip del brano è stato girato in occasione dei due concerti della band allo stadio di San Siro (18 giugno e 19 giugno 2016).